# Neoterebra armillata
Neoterebra armillata é uma espécie de gastrópode do gênero Neoterebra, pertencente a família Terebridae.